# Tepatlaxco (Veracruz)
Tepatlaxco es una localidad del estado mexicano de Veracruz. Es cabecera del municipio de Tepatlaxco.

## Demografía
| Censo | Población |
| ----- | --------- |
| 1900  | 693       |
| 1910  | 566       |
| 1921  | 424       |
| 1930  | 612       |
| 1940  | 568       |
| 1950  | 679       |
| 1960  | 730       |
| 1970  | 764       |
| 1980  | 975       |
| 1990  | 1291      |
| 1995  | 1160      |
| 2000  | 1186      |
| 2005  | 1206      |
| 2010  | 1314      |
| 2020  | 1321      |